# 陶亨咸
陶亨咸（1914年8月31日—2003年6月28日），男，祖籍浙江绍兴，生于天津，中国机械工程专家。

## 生平
1939年毕业于上海同济大学工学院。1939年至1941年任江西大庾钨业管理处修造厂技术员、助理工程师。1945年赴美国实习。曾任国家机械工业局高级工程师。参加了中国第一个五年计划期间156项工程建设所需机械设备的研制规划和设计制造。1955年选聘为中国科学院院士（学部委员）。
1980年3月15日，中国科学技术协会第二次全国代表大会在北京召开，会议选出第二届全国委员会，其被选为书记处书记（至1982年7月）。